# Bernard Maybeck

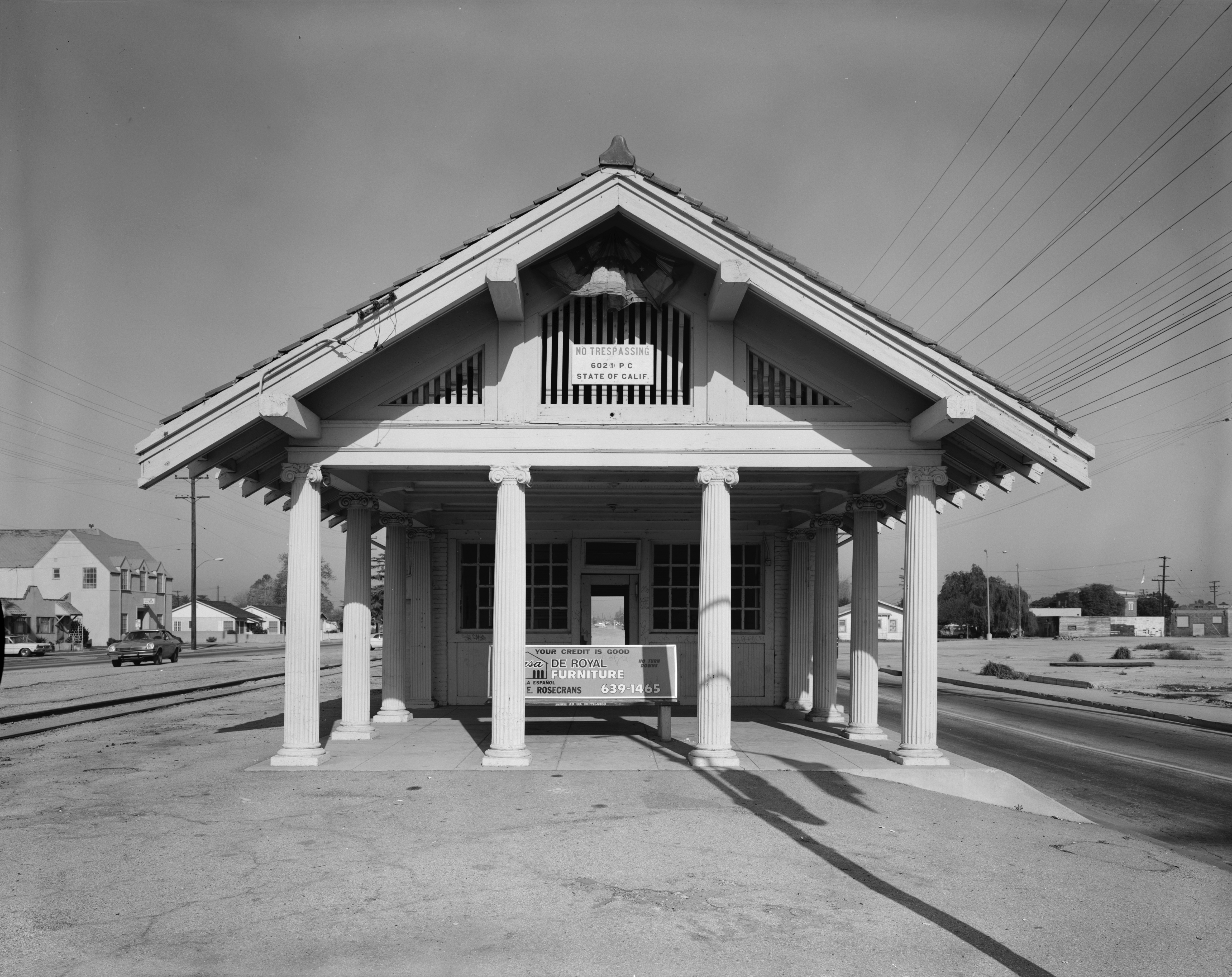
Lynwood Pacific Electric Railway Depot, Los Angeles, California, designed by Bernard Maybeck

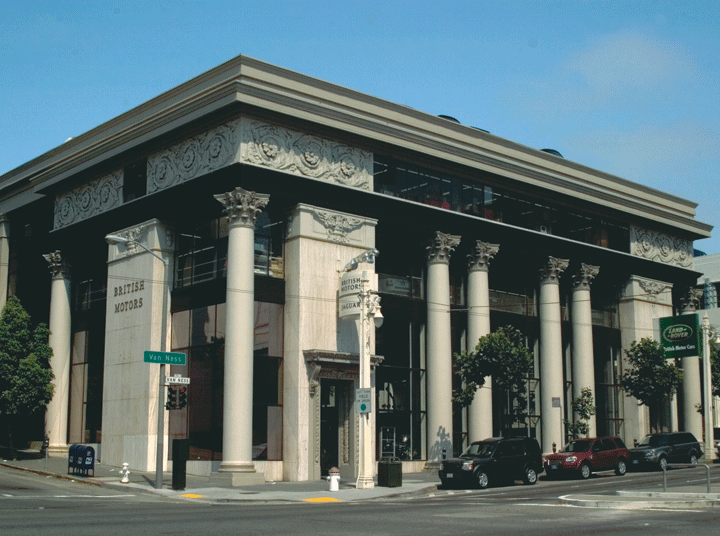
Maybeck's automobile dealership on Van Ness currently houses British Motor Car Distributors.

Bernard Ralph Maybeck (n. 7 februarie 1862 – d. 3 octombrie 1957) a fost un arhitect american, considerat a fi o figură artistică importantă a mișcării artistice Arts and Crafts de la începutului secolului al 20-lea.  

## Biografie
Născut în New York City, ca fiu al unor imigranți german, Maybeck a studiat la cunoscuta École des Beaux-Arts din Paris, Franța.  În 1892 s-a stabilit în Berkeley, California. În paralel cu cariera sa de arhitect, a predat desen tehnic la University of California, Berkely, fiind mentor al unei întregi generații de arhitecți californieni, incluzând Julia Morgan și William Wurster.  În 1951, i s-a acordat Medalia de aur, cea mai înaltă distincție a organizației profesioniste Institutul american al arhitecților.
Bernard Maybeck a decedat în 1957, și a fost îngropat în Mountain View Cemetery din Oakland, California.